# سوزن درمانی
آنچه سوزن درمانی
می‌نامیم درمانی متکی به این اصل است که نوعی ارتباط عصبی بین اندامهای بدن و سطح خارجی بدن هست. آنگاه که اندامی بیمار یا عضوی دردناک می‌شود مکانهایی خاص روی سطح بدن یا به واقع زیر پوست بدن که آنها را نقاط سوزنی می‌نامند حساس یا بهتر است بگوییم حساس تر می‌شوند. شخص بیمار خود آگاهی آن نقاط حساس تر شده را حس می‌کند یا ممکن است تنها وقتی درمانگری ماهر آن نقاط را فشار می‌دهد حالت برجسته و غیرعادی آنها را حس کند. درمانگران چین می‌گویند این نقاط حساس تر شده پس از درمان، خواه درمان سوزنی یا درمان پزشکی متعارف یا درمان هومیوتی
و غیره باشد، ناپدید می‌شوند. سوزن درمانی آن نقاط سوزنی را با سوزنهایی خاص تحریک می‌کند و این تحریک به شکلی صورت می‌گیرد که فعالیت‌های آن نقاط را تعدیل کند و از این طریق اندام بیمار شده را شفا دهد، یا درد بیمار را تسکین دهد، یا او را بیهوش کند، یا آثار مطلوب دیگر تولید کند.

## زمینه
سوزن درمانی یک دانش فنی باستان چین است که پیشینه اش به زمان آغاز تاریخ بشر می‌رسد. حکایت شده است که ۳۰۰۰سال پیش از میلاد برخی هوشمندان چینی دیدند که بیماریهای مزمن سربازانی که زخمهای سطحی با تیر و کمان خورده بودند به خودی خود خوب شدند. خواه آن حکایت حقیقت داشته باشد یا نه، چینیان نظامی طبی را که با فروکردن سوزنهایی خاص در نقاطی خاص از سطح بدن انسانها دردها و بیماریهای آنان را درمان می‌کرد پروردند. گرچه عنوان این روش اشاره به استفاده از سوزنها دارد سوزنها ضروری نیستند و در روزگار کهن گاهی از تراشه‌های سنگی به جای آن استفاده می‌شد. برخی روستاییان آفریقایی با خاریدن شدید نقاطی خاص از سطح بدن بیماریها را درمان می‌کنند؛ قبایل اسکیمو از تکه سنگهای لبه تیز به همین قصد استفاده می‌کنند؛ یک قبیله در جنگلهای آمازون
تیرهای سوزن مانند را با نی دمیدنی روی نقاط سوزنی سطح بدن شخص بیمار پرتاب می‌کند. سوزنهای آهنی در عصرآهن
وارد این نظام طبی شدند ولی احتمالاً این روش پیش از عصر آهن وجود داشته و درمانگران آن ازتراشه چوبهای نوک تیز یا خارهای بلند گیاهان خاردار استفاده می‌کرده‌اند. برخی درمانگران چینی حدود ۲۵۰۰سال پیش از میلاد تصور می‌کردند که فلزات متفاوت که در ساخت سوزنها استفاده می‌شدند آثار متفاوت در بدن می‌گذاشتند.